# J. J. Seabra
José Joaquim Seabra, conhecido como J. J. Seabra (Salvador, 21 de agosto de 1855 — Rio de Janeiro, 5 de dezembro de 1942), foi um político e jurista brasileiro. Foi um dos poucos parlamentares a participar do processo de promulgação das duas primeiras constituições republicanas (1891 e 1934). Foi Professor e Diretor da Faculdade de Direito do Recife. 
Governou a Bahia em duas ocasiões, de 1912 a 1916 e de 1920 a 1924. No intervalo entre seus mandatos (1916-1920), foi governador seu aliado político Antonio Moniz, razão pela qual o "seabrismo" na Bahia se estendeu por 12 anos. Sua posse no governo foi marcada pelo Bombardeio de Salvador em 1912, quando, para evitar a manobra da transferência da capital da Bahia para Jequié que visava a postergar eleições, ordenou o bombardeio do palácio do governo.

## Biografia
Formado em direito na Faculdade de Direito de Recife em 1877, foi, logo após diplomar-se e mediante concurso, professor catedrático e Diretor (1891) nesta mesma instituição, tendo para tal abandonado o cargo de promotor de justiça que vinha exercendo havia pouco tempo. 
Ingressando na política, em seu estado natal, Seabra tenta se eleger para a Câmara Baixa nas últimas eleições do Império, em 1889. No ano seguinte, elege-se deputado para a Constituinte Republicana, e logo após, para a Nova Câmara dos Deputados. No governo Floriano Peixoto fez violenta oposição, chegando a ser exilado na Amazônia (Cucuí), depois Montevidéu, retornando com a anistia de 1895. Foi seu advogado nessa ocasião Rui Barbosa, que mais tarde se tornaria seu grande rival na política baiana e brasileira. 
Foi deputado federal em outras três ocasiões, chegando à liderança do governo durante o mandato de Campos Sales, sendo o último mandato como deputado federal de 1916 a 1920, quando volta ao governo baiano pela segunda e última vez.
No governo de Rodrigues Alves ocupou o Ministério da Justiça e Negócios Interiores (1902 - 1906) e, interinamente, o Ministério das Relações Exteriores, de 15 de novembro a 3 de dezembro de 1902. Foi também ministro da Viação e Obras Públicas (1910 - 1912) na presidência de Hermes da Fonseca, e senador. Foi ainda como Ministro que concorreu à candidatura ao governo da Bahia, quando aproveitou a maré intervencionista do governo Hermes da Fonseca para, através do bombardeio de Salvador em 1912, impor a vitória aos seus adversários. 
Em 1922, foi candidato a vice-presidente na chapa dissidente "Reação Republicana", encabeçada por Nilo Peçanha, e apoiado pelas oligarquias situacionistas da Bahia, Rio de Janeiro, Pernambuco e Rio Grande do Sul, derrotada pelo candidato oficial Artur Bernardes. Este, ao final do seu mandato como governador, impôs um exílio pela Europa que terminou no seu regresso em 1926, com a eleição de Washington Luís.
Diferente de outros tantos políticos da República Velha, Seabra não encerrou sua participação na vida pública com a Revolução de 1930, pois ainda que velho, rearticulou-se com antigos adversários na política baiana, tais como os irmãos Mangabeira (Otávio e João), Simões Filho, Pedro Lago, Miguel Calmon e outros para formar o Autonomismo, movimento em defesa da autonomia do estado frente ao intervencionismo varguista e a Juracy Magalhães, jovem tenente combatente da Revolução de 1930 e nomeado em 1931 interventor federal na Bahia. Seabra chegou a apoiar a revolução de 1930, na esperança de reverter o ostracismo que sua derrota em 1924 lhe impôs na política do seu estado natal, mas acabou se afastando posteriormente do movimento, por não se sentir prestigiado.
Seabra foi um dos dois únicos políticos a figurar nas duas primeiras constituintes da República. 
É lembrado pelo bombardeio, pela ampla obra de reurbanização empreendida na capital baiana, pela oratória, gestos largos e suas controvérsias políticas.

## Impacto urbanístico
Com o bombardeio, destruiu-se o Palácio do Governo, então com mais de trezentos anos de existência. Isto causou um incêndio no prédio, que reduziu a pó a Biblioteca Pública da Bahia, então centenária. Mais tiros atingiram ainda o Teatro São João e sobrados da Rua Chile. 
A reforma urbanística por ele empreendida foi marcada pela abertura da Avenida Sete de Setembro, e pelas expropriações e demolições de patrimônio histórico. Foram demolidas a Igreja de São Pedro, cuja construção era do século XVIII , e a Igreja da Nossa Senhora da Ajuda, uma das três mais antigas da cidade. 

## Homenagem
- O município baiano de Seabra foi nomeado em sua memória.
- A Avenida J J Seabra, em Salvador, em Feira de Santana/BA, em Santa Luz/BA e em São Paulo, foram nomeadas na mesma intenção.
- Uma praça na cidade de Itaberaba/BA leva o seu nome.
- Uma praça na cidade de Alagoinhas/BA e também em Jaguaquara/BA leva seu nome.
- Uma praça na cidade de Caculé/BA também leva seu nome.
- Há uma rua J.J. Seabra na cidade de Acajutiba/Ba.
- Há uma rua J.J. Seabra na cidade de Planalto/Ba.
- Há uma rua J.J. Seabra no bairro do Jardim Botânico na cidade do Rio de Janeiro em sua homenagem.